# Total Response
Total Response (właśc. The United States of Mind Phase 2: Total Response) – album studyjny amerykańskiego pianisty jazzowego Horace’a Silvera oraz współpracujących z nim w kwintecie i sekstecie muzyków, wydany z numerem katalogowym BST 84368 w 1972 roku przez Blue Note Records. Album ten stanowi drugą część trylogii The United States of Mind, wypuszczonej jako całość pod tym tytułem przez Blue Note w 2004 roku na dwóch CD (w Stanach Zjednoczonych z numerem 7243 4 73157 2 5, w Europie – 7243 8 66745 2 4).

## Powstanie
Materiał na płytę został zarejestrowany 15 listopada 1970 (A1, A2, B1, B4) i 29 stycznia 1971 (A3-A5, B2, B3) roku przez Rudy’ego Van Geldera w należącym do niego studiu (Van Gelder Studio) w Englewood Cliffs w stanie New Jersey. Produkcją albumu zajęli się Francis Wolff i George Butler.

## Lista utworów
Opracowano na podstawie materiału źródłowego.
Strona A
| Nr | Tytuł utworu                    | Muzyka        | Długość |
| -- | ------------------------------- | ------------- | ------- |
| 1. | „Acid, Pot or Pills”            | Horace Silver | 4:27    |
| 2. | „What Kind of Animal Am I”      | Silver        | 3:38    |
| 3. | „Won’t You Open up Your Senses” | Silver        | 3:57    |
| 4. | „I’ve Had a Little Talk”        | Silver        | 3:49    |
| 5. | „Soul Searchin’”                | Silver        | 4:18    |
|    |                                 |               | 20:09   |

Strona B
| Nr | Tytuł utworu                         | Muzyka | Długość |
| -- | ------------------------------------ | ------ | ------- |
| 1. | „Big Business”                       | Silver | 5:21    |
| 2. | „I’m Aware of the Animals Within Me” | Silver | 3:47    |
| 3. | „Old Mother Nature Calls”            | Silver | 6:18    |
| 4. | „Total Response”                     | Silver | 5:24    |
|    |                                      |        | 20:50   |

## Twórcy
Opracowano na podstawie materiału źródłowego.
Muzycy:
- Horace Silver – pianino elektryczne
- Cecil Bridgewater – trąbka, skrzydłówka
- Harold Vick – saksofon tenorowy
- Richie Resnicoff – gitara
- Bob Cranshaw – gitara basowa
- Mickey Roker – perkusja
- Salome Bey – śpiew
- Andy Bey – śpiew (udział wyłącznie w sesji z 29 stycznia 1971)

Produkcja:
- Francis Wolff, George Butler – produkcja muzyczna
- Rudy Van Gelder – inżynieria dźwięku